# Dagmar Solja-Andruszko
Dagmar Solja-Andruszko, geborene Andruszko (* 24. August 1955) ist eine deutsche Tischtennisspielerin mit aktiver Zeit in den 1970er, 1980er und 1990er Jahren. Bei Deutschen Meisterschaften gewann sie zwei Bronzemedaillen.

## Werdegang
Bereits im Jugendalter gelangen Dagmar Andruszko einige Erfolge. So wurde sie 1976 Pfalz-Meisterin der Junioren. In der südwestdeutschen Rangliste bewegte sie sich in diesen Jahren unter den ersten Zehn. 1980 nahm sie an der Studentenweltmeisterschaft in Teesside teil und kam mit der Damenmannschaft bis ins Halbfinale.
Bei den Erwachsenen holte sie zwischen 1980 und 1996 zehn Einzeltitel bei Pfalz-Meisterschaften. Dazu kamen vier Siege bei den Meisterschaften des Saarlandes, 1983 im Einzel sowie 1982, 1983 und 1984 im Doppel jeweils mit Jutta Deppner. Mit den Damenmannschaften des FTG Frankfurt und TTC Karlsruhe-Neureut trat sie in der 2. Bundesliga an, mit ATSV Saarbrücken in den 1980er Jahren in der Bundesliga.
Bei den Deutschen Meisterschaften 1982 holte sie Bronze im Mixed mit Peter Becker, 1983 erreichte sie im Einzel das Halbfinale.

## Familie
Mitte der 1970er Jahre heiratete Dagmar Andruszko den mehrfachen Pfalzmeister im Tischtennis Pavel Solja. Danach trat sie unter dem Namen Solja-Andruszko auf. Das Ehepaar hat drei Töchter, Susanne, Amelie und Petrissa, die alle Tischtennis spielen, wobei Petrissa zur deutschen Spitze gehörte.